# 아니차 도브라
아니차 도브라(세르비아어: Аница Добра / Anica Dobra, 1963년 6월 3일 ~ )는 세르비아의 배우이다. 고란 마르코비치 감독의 영화 《투영》(Već viđeno)으로 1987 유고슬라비아 영화제 골든 아레나 여우주연상을 수상했다.

## 출연 작품
- 아이레벨 (2016)
- 우먼 위드 어 브로큰 노즈 (2010)
- 러브 앤 아더 크라임 (2008)
- 유니버설러브 (2008)
- 트랩 (2007)
- 계몽시대 (2000)
- 모텔 휠스 (1999)
- 티토와 나 (1992)
- 에머 렌즈의 첫경험 (1991)
- 만남의 장소 (1989)
- 투영 (1987)